# Markus Hausmann
Markus Hausmann (* 1988 in Bad Nauheim) ist ein deutscher Mathematiker. Seit 2023 ist er neben Stefan Schwede einer von zwei Professoren für Homotopietheorie an der Universität Bonn. 2025 wurde er zur dritten Person, die mit der Minkowski-Medaille ausgezeichnet wurde.
Er hat eine Erdős-Zahl von 4.

## Karriere
Hausmann schloss sowohl das Bachelor- als auch das Master-Studium – dieses mit einjährigem Aufenthalt am MIT – in Bonn ab. Von 2013 bis Juni 2016 folgte dort dann auch die Promotion; seine Dissertation trägt den Titel Symmetric products, subgroup lattices and filtrations of global K-theory (dt. etwa Symmetrische Produkte, Untergruppenverbände und Filtrationen von globaler K-Theorie). Im Anschluss war Hausmann für drei Jahre in Kopenhagen und weitere zwei Jahre in Bonn als Postdoc angestellt, bevor er für den Zeitraum 2021–2023 außerordentlicher Professor an der Universität Stockholm wurde. Schließlich ist Hausmann seit 2023 Professor im Fachbereich Geometrie und Topologie in Bonn.
Seine Forschungsgebiete sind algebraische Topologie, insbesondere globale, stabile und äquivariante Homotopietheorie, geometrische Gruppentheorie und Theorie von tensor-triangulierten Kategorien.
2025 zeichnete die Deutsche Mathematiker-Vereinigung Hausmann mit der Minkowski-Medaille aus, mit der (insbesondere junge) Personen, die bereits besonders reputable Erkenntnisse in der Mathematik hervorgebracht haben, gewürdigt werden.

## Privates
Hausmann hat mit seiner Frau, die ebenfalls in Topologie promovierte, drei Kinder.

## Veröffentlichungen (Auswahl)
- Symmetric products, subgroup lattices and filtrations of global K-theory. Bonn, 2016.
- Commuting matrices and Atiyah's real K‐theory. Mit Simon Gritschacher; Journal of Mathematics, 2019.
- Proper equivariant stable homotopy theory. Mit D. Degrijse, W. Lück, I. Patchkoria, S. Schwede; Memoirs of the American Mathematical Society, 2023.